# Dany Wattebled
Pour les articles homonymes, voir Wattebled.
Dany Wattebled, né le 22 novembre 1951 à Lesquin (Nord), est un homme politique français. Il est maire de Lesquin de 1995 à 2017 et sénateur du Nord depuis 2017.

## Situation personnelle
Dany Wattebled naît le 22 novembre 1951. Il est père de trois enfants.

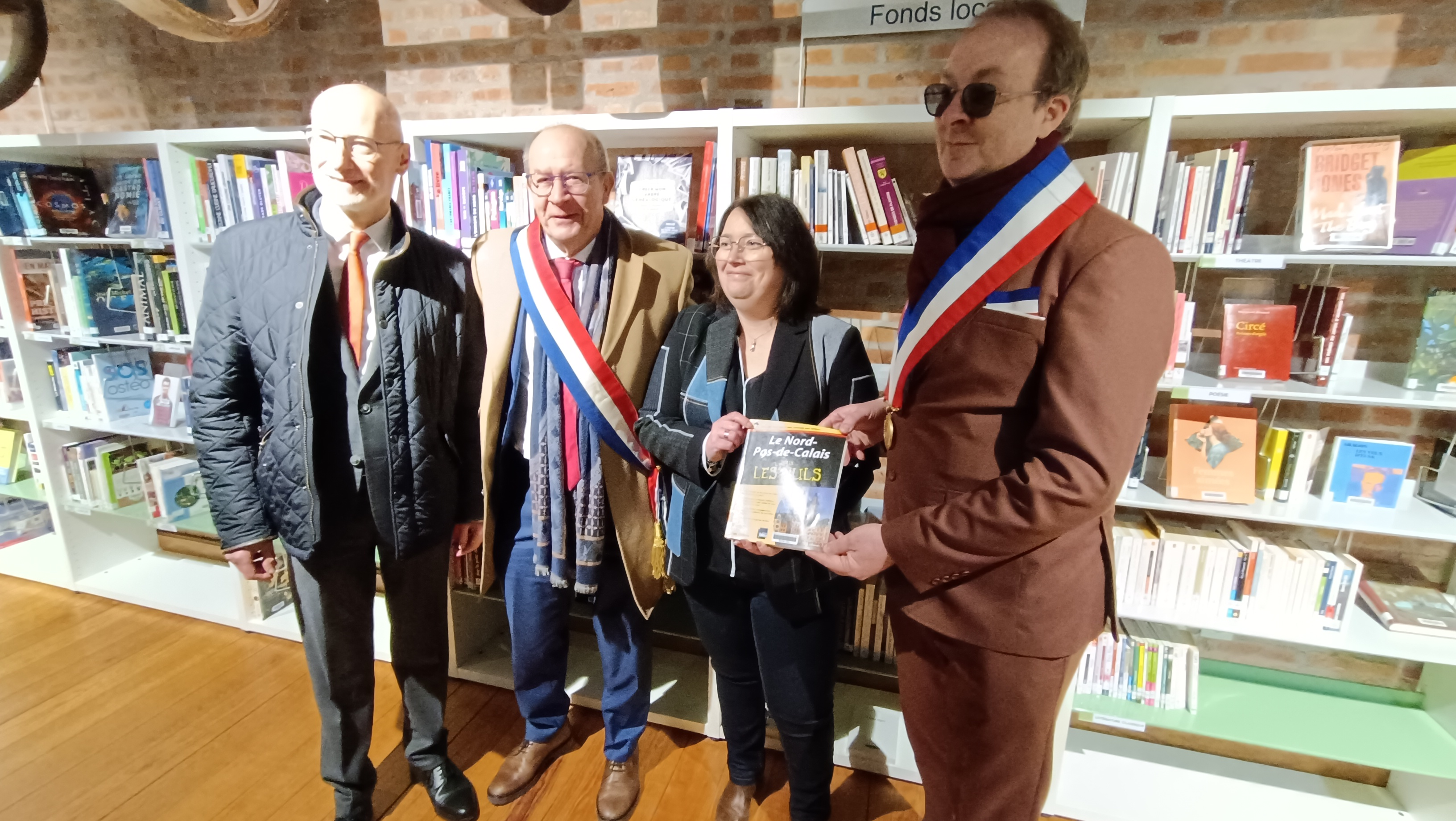
Caroline Sanchez, maire de Lambres-lez-Douai, entourée de Bruno Vandeville, maire d'Arleux, du Sénateur Dany Wattebled et du sous -préfet de Douai Pierre Azzopardi lors de l'inauguration du centre culturel Patrick Masclet à Arleux le 1er mars 2025

## Parcours politique

### Au niveau local
Il commence en politique en 1995, en briguant avec succès la mairie de Lesquin (Nord). Il est réélu à la suite des élections municipales de 2001, 2008 et 2014.
Lors des élections cantonales de 2008, il remporte le canton de Seclin-Nord ; il est réélu en 2011. En 2015, il est élu dans le nouveau canton de Faches-Thumesnil, avec Annie Leys (LR) comme colistière.
En 2017, après être devenu sénateur, en situation de cumul de mandats, il démissionne de son mandat de maire, qui échoit à Jean-Marc Ambroziewicz ainsi que du conseil départemental, au profit de François-Xavier Cadart.
Mécontent de l’action de Jean-Marc Ambroziewicz, il démissionne en février 2018 du conseil municipal de Lesquin avec d'autres élus municipaux, ce qui conduit à l'organisation d’élections municipales partielles, auxquelles il se présente Mais la liste qu’il conduit est largement devancée par celle du maire sortant.
Dany Wattebled soutient la réélection de Damien Castelain (sans étiquette) à la présidence de la Métropole européenne de Lille.

### Au niveau national
D’abord engagé sans étiquette, il rejoint l’UDF, le MoDem, puis l’UDI.
Candidat aux élections législatives de 2002 dans la cinquième circonscription du Nord en tant que divers droite, il est éliminé au premier tour avec 14 % des suffrages. Retentant sa chance en 2007 sous l’étiquette UDF-MoDem, il est une nouvelle fois éliminé au premier tour, avec 9 % des voix.
Le 24 septembre 2017, il est élu sénateur du département du Nord,. Il rejoint le groupe Les Indépendants – République et territoires.
Ses comptes de campagne pour les élections sénatoriales sont rejetés en mai 2018 par la Commission nationale des comptes de campagne et des financements politiques (CNCCFP). Aucune peine d'inéligibilité n'est cependant prononcée contre lui par le Conseil constitutionnel.